# Бордано
Бордано (італ. Bordano) — муніципалітет в Італії, у регіоні Фріулі-Венеція-Джулія, провінція Удіне.
Бордано розташоване на відстані близько 500 км на північ від Рима, 95 км на північний захід від Трієста, 30 км на північ від Удіне.
Населення — 764 особи (2014).

## Демографія
Населення за роками:

Станом на 1 січня 2023 року в муніципалітеті офіційно проживали 42 іноземці з 11 країн, серед них 14 громадян країн Євросоюзу та 9 громадян України.

## Сусідні муніципалітети
- Каваццо-Карніко
- Джемона-дель-Фріулі
- Тразагіс
- Венцоне